# 7. Fallschirmjäger-Division
Pour les articles homonymes, voir 7e division.
La 7. Fallschirmjäger-Division (7e division parachutiste) est une des divisions de parachutistes (Fallschirmjäger) de l'armée allemande (Wehrmacht) dans la Luftwaffe durant la Seconde Guerre mondiale.

## Historique
Formé le 9 octobre 1944 à partir de la Fallschirmjäger-Division Erdmann et initialiement opérant dans les mêmes unités. 
Dès sa formation, la division combat contre les britanniques de l'opération Market Garden avec le II. SS-Panzerkorps. 
À la suite de grosses pertes, les Luftwaffen-Festungs-Bataillone XXIV et XXVIII sont absorbés par la division le 20 février 1945. La division se rend aux forces britanniques dans la région d'Oldenbourg en mai 1945.

## Rattachement
| Date          | Rattachement       | Location                               |
| ------------- | ------------------ | -------------------------------------- |
| Décembre 1944 | LXXXVI. AK/Fs.AOK1 | Brockhuizen, Venlo, Overbeck           |
| Janvier 1945  | Reserve/Fs.AOK1    | Weissenburg, Hagenau                   |
| Février 1945  | LXXXVI. AK/Fs.AOK1 | Sessenheim, Geldern, Kleve, Reichswald |
| Mars 1945     | II. FsAK/Fs.AOK1   | Marienbaum, Wesel, Bocholt, Enschede   |
| Avril 1945    | II. FsAK/Fs.AOK1   | Ostfriesland, Oldenbourg               |

## Commandement
| Début          | Fin        | Grade           | Nom                   |
| -------------- | ---------- | --------------- | --------------------- |
| 9 octobre 1944 | 8 mai 1945 | Generalleutnant | Wolfgang Erdmann (de) |

## Chef d'état-major
| Début              | Fin              | Grade     | Nom                 |
| ------------------ | ---------------- | --------- | ------------------- |
| 1er septembre 1944 | Décembre 1944    | Major     | Werner Foltin       |
| 22 décembre 1944   | 1er février 1945 | Major     | Albert Stecken (de) |
| 1er février 1945   | 1er mars 1945    | Hauptmann | Siegfried Seyffert  |
| 1er mars 1945      | Mai 1945         | Major     | Werner Foltin       |

## Composition
Novembre 1944
- Fallschirm-Jäger-Regiment 19
- Fallschirm-Jäger-Regiment 20
- Fallschirm-Jäger-Regiment 21
- Fallschirm-Panzer-Jäger-Abteilung 7
- Fallschirm-Artillerie-Regiment 7
- Fallschirm-Flak-Abteilung 7
- Fallschirm-Pionier-Bataillon 7
- Fallschirm-Luftnachrichten-Abteilung 7
- Nachschubführer der 7. Fallschirm-Jäger-Division
- Fallschirm-Granatwerfer-Abteilung 7 (à partir de décembre 1944)
- Fallschirm-Feldersatz-Bataillon 7 (à partir de février 1945)

Le remplacement des troupes se fait à partir du Fallschirm-Jäger-Ersatz-Bataillon 3